# Lista de ilhas divididas
Esta é uma lista de ilhas cujo território é dividido por uma ou mais fronteiras internacionais.

## Ilhas marítimas
| Ilha                              | Área km2 | Países (porcentagem da área da ilha) |
| --------------------------------- | -------- | --- |
| Nova Guiné                        | 785,753  | Indonésia: (53.52%) Papua, Papua Ocidental Papua Nova Guiné: (46.48%) |
| Bornéu                            | 748,168  | Indonésia: (73%) Kalimantan Central, Kalimantan Oriental, Kalimantan do Sul, Kalimantan Oriental Malásia: (26%) Sabah, Sarawak · Brunei: (1%) |
| Irlanda                           | 81,638   | Irlanda: (83%) Reino Unido: (17%) Irlanda do Norte |
| Hispaniola                        | 73,929   | República Dominicana: (65%) Haiti: (35%) |
| (Ilha Grande da) Tierra del Fuego | 47,992   | Chile: (56%) Tierra del Fuego Argentina: (44%) Tierra del Fuego |
| Timor                             | 28,418   | Indonésia: (53%) Sonda Oriental Timor-Leste: (47%) |
| Chipre                            | 9,234    | De jure República de Chipre: (97%) · Reino Unido: bases soberanas de Acrotíri e Deceleia (3%) · De facto · República de Chipre: (60%) · Chipre do Norte: (35%) · Reino Unido: bases soberanas de Acrotíri e Deceleia (4%) · Zona tampão das Nações Unidas (3%) |
| Sebatik                           | 452.2    | Indonésia: Kalimantan Oriental · Malásia: Sabah |
| Usedom                            | 445      | Alemanha:(79%) Vorpommern-Greifswald · Polônia:(21%) Voivodia da Pomerânia Ocidental |
| Saint Martin                      | 91.9     | França: (61%) São Martinho (França), uma coletividade de ultramar Reino dos Países Baixos: (39%) Sint Maarten, um país constituinte |
| Ilha Hans                         | 1.3      | Canadá Nunavut Reino da Dinamarca Groenlândia, um país constituinte |
| Kataja (incluindo Inakari)        | 0.71     | Finlândia Suécia |
| Dique No. 4, Ponte do Rei Fahd    | 0.66     | Arábia Saudita Bahrain |
| Märket                            | 0.03     | Finlândia: (50%) Åland Suécia: (50%) Upsália e Estocolmo |
| Koiluoto                          | <0.03    | Finlândia: (>50%) Rússia: (<50%) |